# JF partagerait appartement 2
Série
JF partagerait appartement
Pour plus de détails, voir Fiche technique et Distribution.
JF partagerait appartement 2 (Single White Female 2: The Psycho) est un film américain réalisé par Keith Samples (en) et sorti directement en vidéo en 2005.
Ce film est la suite de JF partagerait appartement, réalisé par Barbet Schroeder et sorti en 1992.

## Synopsis
Trompée par son petit ami et par sa colocataire également collègue de travail, Holly décide de ne plus habiter dans leur appartement et se trouve colocataire chez une très sympathique Tess, qui compatit à tous ses déboires. Mais leur relation se complique : Tess a de curieuses exigences et d'étranges réactions.

## Fiche technique
- Titre original : Single White Female 2: The Psycho
- Titre français : JF partagerait appartement 2
- Réalisation : Keith Samples (en)
- Scénario : Glenn Hobart, Andy Hurst et Ross Helford
- Photographie : Tom Harting
- Musique : Steven M. Stern
- Production : Marc Bienstock, Kenneth Burke, Richard Goldberg, George Parra
- Pays :  États-Unis
- Langue : anglais
- Format : Couleur - 35 mm - 1,85:1 - Son Dolby stéréo
- Durée : 91 min
- Dates de sortie :  États-Unis : 25 octobre 2005 ;  France : 15 décembre 2005
- Classification : R « restricted »[2] (USA)

## Distribution
- Kristen Miller : Holly Parker
- Allison Lange : Tess Kositch
- Todd Babcock : David Kray
- Brooke Burns : Jan Lambert
- François Giroday : Leonard Ripken
- Tracey McCall : Lacey
- Rif Hutton : le détective Rousch
- Gerald Brodin : l'officier de police
- Kyme : le docteur
- Courtney Taylor Burness : la fille
- Kathy Byron : la grosse femme
- Katherine Disque : Lisa
- Michelle Page : la fille punk
- James Madio : Sam
- Gary Riotto : Wade
- Jeff Krebs : Oliver